# شيرغاه
شيرغاه (بالفارسية: شیرگاه) هي مدينة تقع في إيران في مقاطعة سوادكوه الشمالي. يقدر عدد سكانها بـ 8,529 نسمة .